# Список крупнейших государств в истории

Колонизация мира 1492—2007

Эта статья содержит список крупнейших государств в мировой истории. В список включаются только государства прошлого.
В список включены крупные полиэтнические и моноэтнические государства с монархической и другими формами государственного правления, в том числе страны, которые активно участвовали в колониализме (США) до 1945 года.

## Список
Общая площадь суши 148 939 063,169 км² (включая Антарктиду и острова).
Исторические периоды
| Древний мир — до 476 года (падение Западной Римской империи) |

| Средние века — с 477 года — по 1453 год (падение Константинополя) |

| Новое время — с 1454 года — по 1918 год (конец Первой мировой войны) |

| Новейшее время — с 1919 года — по настоящее время |

| Название                                                           | млн км²                                        | Экспансия империи                       | Наивысший расцвет                                                             | Краткое описание | Столица государства |
| ------------------------------------------------------------------ | ---------------------------------------------- | --------------------------------------- | ----------------------------------------------------------------------------- | --- | --- |
| Британская империя                                                 | 31,88 33,66 34 36,6 в 1921                     |                                         | 1919—1922                                                                     | Британская империя была крупнейшей колониальной империей за всю историю человечества, с колониями на всех континентах. | Лондон |
| Монгольская империя                                                | 24,0 в 1270 29,49 33 в 1279 33,152 33,2 в 1279 |                                         | 1224—1269                                                                     | Государство, основанное Тэмуджином в 1206 году, включало в себя наибольшую в мировой истории смежную территорию, от Дуная до Японского моря и от Новгорода до Камбоджи. | Аварга (1206—1235) Каракорум (1235—1260) Шанду (1260—1264) Ханбалык (1264—1368) |
| Российская империя                                                 | 22,8 в 1895                                    |                                         | 1895—1905                                                                     | Российская империя была крупнейшей континентальной монархией из когда-либо существовавших государств. | Санкт-Петербург (1721—1728, 1732—1917) Москва (1728—1732) |
| Советский Союз                                                     | 22,3 22,4                                      |                                         | 1945—1991                                                                     | Крупнейшее из континентальных государств XX века. Также самое первое и крупнейшее социалистическое государство в мире. | Москва |
| Испанская империя                                                  | 20,0 19,425 19,0 в 1790 13,7                   |                                         | 1790                                                                          | В период с 1580 по 1640 годы включала в себя Португалию с её собственной колониальной империей. В 1-й четверти XIX века большая часть испанских колоний в Латинской Америке добилась независимости. Окончательная ликвидация империи произошла в середине XX века. | Толедо (1492—1561) Мадрид (1561—1601) Вальядолид (1601—1606) Мадрид (1606—1898) |
| Империя Цин                                                        | 14,7                                           |                                         | 1790                                                                          | Последняя династия монархического Китая. Менее чем через 30 лет под её властью оказался весь Китай и часть Средней Азии. | Мукден (1636—1644) Пекин (1644—1912) |
| Русское царство                                                    | 14,0                                           |                                         | 1689                                                                          | Возникло после принятия великим князем московским Иваном IV Васильевичем царского титула. | Москва (1547—1713) Санкт-Петербург (1713—1721) |
| Империя Юань                                                       | 14,0                                           |                                         | 1310                                                                          | Династия Юань пала в результате «восстания Красных повязок» в 1351—1368 годах. | Ханбалык |
| Вторая французская колониальная империя                            | 13                                             |                                         | 1938                                                                          | В XIX веке Франция приняла активное участие в борьбе крупнейших держав за завершение раздела мира. | Париж |
| Омейядский халифат (вторая стадия развития Арабского халифата)     | 11,1                                           |                                         | 720—750                                                                       | В 750 году их династия была свергнута Аббасидами, а все Омейяды были уничтожены, кроме внука халифа Хишама Абд ар-Рахмана, основавшего династию в Испании (Кордовский халифат). | Дамаск |
| Аббасидский халифат (Последняя стадия развития Арабского халифата) | 11,1                                           |                                         | 750                                                                           | Аббасиды в течение двух столетий переживали подъём, однако в связи с походами тюркской армии мамлюков династия начала приходить в упадок. | Анбар (750—762) Багдад (762—836) Самарра (836—892) Багдад (892—1258) |
| Португальская колониальная империя                                 | 10,4                                           |                                         | 1815                                                                          | В 1640 году, после разрыва Иберийской унии с Испанией, восстановлена независимость Португалии. В 1975 году Португальская колониальная империя перестала существовать. | Лиссабон |
| Американская колониальная империя                                  | 9,8                                            |                                         | 1899                                                                          | Возникла в результате испано-американской войны 1898 года. | Вашингтон |
| Хуннская держава (Хунну)                                           | 9,0 4,03                                       |                                         | 176 до н. э.                                                                  | Хуннская держава вела активную войну с китайской империей Хань, которая для защиты от их набегов воздвигла Великую китайскую стену. | Чигу-чэн |
| Бразильская империя                                                | 8,337                                          |                                         | 1880                                                                          | Империя, которая находилась на территории современной Бразилии под властью императора Педру I и его сына Педру II. Основана в 1822 году и была заменена республикой в 1889 году. | Рио-де-Жанейро |
| Японская империя (Великая восточноазиатская сфера сопроцветания)   | 7,4                                            |                                         | 1942                                                                          | Капитуляция Японской империи ознаменовала собой завершение Второй мировой войны, в частности войны на Тихом океане и советско-японской войны. | Токио |
| Праведный халифат (ранняя стадия Арабского халифата)               | 6,7                                            |                                         | 661                                                                           | См. также: Арабские завоевания | Медина (632—656) Эль-Куфа (656—661) |
| Династия Хань                                                      | 6,5                                            |                                         | 100                                                                           | Свидетельством успеха ханьской внутренней политики стало то, что она просуществовала дольше любой другой правящей династии в китайской истории. | Чанъань, Лоян |
| Империя Мин                                                        | 6,5                                            |                                         | 1450                                                                          | Мин была последней династией, правителями которой были этнические китайцы — после её падения к власти в Китае пришла маньчжурская династия Цин. | Нанкин (1368—1421] Пекин (1421—1644) |
| Золотая Орда                                                       | 6,0                                            |                                         | 1310                                                                          | Другое название — Улус Джучи. К середине XV века Золотая Орда фактически распалась на десяток самостоятельных ханств; её центральная часть — Большая Орда прекратила существование в начале XVI века. | Сарай-Бату, Сарай-Берке |
| Тюркский каганат                                                   | 6,0                                            |                                         | 557                                                                           | В 603 году Тюркский каганат распался на Западно-тюркский каганат и Восточно-тюркский каганат. | Суяб |
| Кыргызский каганат                                                 | 6,0                                            |                                         | 840—848                                                                       | Каганат VII—XIII веков в Центральной Азии и Южной Сибири, возглавляемый енисейскими кыргызами, разгромившими Уйгурский каганат. | Кемиджкет, Хакан-Хирхир, Орду-Балык. |
| Империя Ахеменидов                                                 | 5,5                                            |                                         | 480 до н. э.                                                                  | 1 октября 331 года до н. э. состоялась битва при Гавгамелах, в ходе которой войска персов и подвластных им народов были разбиты македонской армией. | Персеполь, Пасаргады, Экбатана, Сузы, Вавилон |
| Династия Тан                                                       | 5,4 в 715                                      |                                         | 715                                                                           | Именно эпоха династии Тан традиционно считается в Китае периодом наивысшего могущества страны, когда она опережала все страны мира в своём развитии. | Сиань (618—904) Лоян (904—907) |
| Македонская империя                                                | 5,2                                            |                                         | 323 до н. э.                                                                  | Македонская империя — название Древней Македонии в период правления Филиппа II и Александра Македонского. | Эгес, Пелла |
| Османская империя                                                  | 5,2                                            |                                         | 1683, 1829—1850                                                               | Анатолия, в которой расположена основная часть современной Турции, до прихода турок-сельджуков в XI веке была территорией Византии. Османская империя завершила завоевание Византии взятием в 1453 году Константинополя. | Сёгют (1299—1329) Бурса (1329—1365) Эдирне (1365—1453) Стамбул (1453—1922) |
| Фатимидский халифат                                                | 5,1                                            |                                         | 969                                                                           | Государство Фатимидов откололось от халифата Аббасидов в результате восстания берберских племен в провинции Ифрикия (современный Тунис). | Махдия (909—948) Мансурия (948—972) Каир (972—1171) |
| Римская империя                                                    | 5,0                                            |                                         | 117                                                                           | К IV веку империя разделилась на Западную Римскую и Восточную Римскую (Византию) | Рим (27 до н. э. — 330) Константинополь (330—476) |
| Империя Маурьев                                                    | 5,0                                            | Империя Маурьев                         | 250 до н. э.                                                                  | Империя Маурьев достигла наивысшего расцвета при императоре Ашоке, который подчинил огромную территорию и распространил буддизм. | Паталипутра (Патна) |
| Северная Юань                                                      | 5,0                                            |                                         | 1550                                                                          | В 1550 году монгольские войска овладели Датуном и подошли к стенам Пекина. Лишь в конце 1560-х годов империи Мин удалось потеснить монголов, вслед за чем был заключен мирный договор 1570 года. | Шанду (1368—1369) Инчан (1369—1370) Каракорум (1371—1388) |
| Первая Мексиканская империя                                        | 4,9                                            |                                         | 1822                                                                          | В начале XIX века в Мексике началась освободительная война против Испании, закончившаяся в 1821 году образованием независимой Мексиканской империи. | Мехико |
| Империя Синь                                                       | 4,7                                            |                                         | 10                                                                            | Династия Синь следовала за династией Западная Хань и перед династией Восточная Хань. | Чанъань |
| Тибетская империя                                                  | 4,6                                            |                                         | 800                                                                           | В средние века Тибетская империя распространяла своё влияние на обширных территориях, представляя собой мощное государство. | Лхаса |
| Пала                                                               | 4,6                                            |                                         | 850                                                                           | Пала — средневековая династия буддийских монархов Бенгалии и Бихара. | Паталипутра |
| Империя Тимуридов                                                  | 4,4                                            |                                         | 1405                                                                          | Тимур (Тамерлан) стремился возродить империю Чингисхана, утверждая, что «всё пространство населённой части мира не заслуживает того, чтобы иметь больше одного царя». | Самарканд (1370—1405) Герат (1405—1507) |
| Жужаньский каганат                                                 | 4,0                                            |                                         | 405                                                                           | Союз кочевых монголоязычных народов, которые господствовали в степях северного Китая в промежутке между исчезновением хунну в IV веке и подъёмом Тюркского каганата в VI веке. | столицы не было |
| Империя гуннов                                                     | 4,0                                            |                                         | 441                                                                           | Империя гуннов достигла наибольших размеров под предводительством Аттилы. | Официальной столицы не было |
| Государство Эфталитов                                              | 4,0                                            |                                         | 490                                                                           | Существует ряд точек зрения на происхождение эфталитов. Одни исследователи полагают, что эфталиты пришли из Китая, другие считают их древним населением Памира. | Бадиянь |
| Восточно-тюркский каганат                                          | 4,0                                            |                                         | 624                                                                           | В 603 году произошёл распад Тюркского каганата на Западный и Восточный. | Орда-Балык |
| Западно-тюркский каганат                                           | 4,0                                            |                                         | 630                                                                           | Каганат представлял собой единую систему преимущественно кочевого и полукочевого способа ведения кочевого хозяйства и оседло-земледельческого типа хозяйствования. | Суяб |
| Империя Великих Моголов                                            | 4,0                                            |                                         | 1690                                                                          | Великие Моголы — тюркские правители, правившие Индией с 1526 по 1858 год. | Агра (1526—1571) Фатехпур-Сикри (1571—1585) Лахор (1585—1598) Дели (1598—1857) |
| Империя Афшаридов                                                  | 4,0                                            |                                         | 1747                                                                          | Афшариды завладели Персией в XVIII веке и создали большую империю. Такой территорией Персия не владела со времён Империи Сасанидов. | Мешхед |
| Селевкидская империя                                               | 3,9                                            | (территория выделена жёлтым цветом)     | 301 до н. э.                                                                  | Селевкидская империя образовалась после распада великой империи Александра Македонского. Распалась после войны с царём Великой Армении Тиграна Великого. | Вавилон (312 до н. э. — 305 до н. э.) Селевкия (305 до н. э. — 240 до н. э.) Антиохия (240 до н. э. — 64 до н. э.) |
| Сельджукский султанат                                              | 3,9                                            |                                         | 1080                                                                          | Конец государству Сельджукидов положило вторжение монголов в XIII веке. | Нишапур (1037—1043) Рей (1043—1051) Исфахан (1051—1118) Хамадан (зап.) (1118—1194) Мерв (вост.) (1118—1153) |
| Итальянская колониальная империя                                   | 3,8                                            |                                         | 1940                                                                          | В 1946 году страна была провозглашена республикой, однако по Парижскому мирному договору 1947 года была лишена всех колоний. | Турин (1861—1864) Флоренция (1864—1870) Рим (1870—1946) |
| Кушанское царство                                                  | 3,8                                            |                                         | 200                                                                           | Государство имело дипломатические связи с Римом, Персией и Китаем. К V веку остатки кушанского мира были разрушены нашествием эфталитов («белых гуннов»). | Ланьши, Бактра, Пешавар |
| Государство Хулагуидов                                             | 3,75                                           |                                         | 1310                                                                          | Государство на территории Ирана, образовалось в процессе распада Монгольской империи. | Мераге, Тебриз, Сольтание |
| Нидерландская колониальная империя                                 | 3,7                                            |                                         | 1940                                                                          | Нидерландская империя образовалась в результате торговых, колониальных, научно-исследовательских экспедиций в первой половине XVII века. Окончательная её ликвидация произошла после Второй мировой войны. | Амстердам |
| Чола                                                               | 3,6                                            |                                         | 1050                                                                          | Династия Чола придерживалась агрессивной внешней политики, пытаясь подчинить себе Цейлон и Мальдивские острова. В сферу коммерческих и военных интересов Чола входили также государства Малайского архипелага. | Танджавур |
| Государство Хорезмшахов                                            | 3,6                                            |                                         | 1218                                                                          | Хорезмская империя пала в результате монгольского завоевания. | Гургандж (1097—1212) Самарканд (1212—1220) |
| Джунгарское ханство                                                | 3,6                                            |                                         | 1727—1745                                                                     | Образовалось в процессе распада союза Дурбэн-Ойрат. В 1635 году, часть ойратов, оставшись на прежних кочевьях, создала Джунгарское ханство. В 1757 году маньчжуро-китайские войска империи Цин аннексировали земли Джунгарского ханства. | Урга |
| Византийская империя                                               | 3,5                                            |                                         | 555                                                                           | После падения Западной Римской империи в 476 году Восточная Римская (Византийская) империя просуществовала ещё более тысячи лет. | Константинполь |
| Империя Сасанидов                                                  | 3,5                                            |                                         | 620                                                                           | Более четырёх веков империя Сасанидов была главным врагом Рима, а затем Византии, пока в середине VII века не была разбита и поглощена Арабским халифатом. | Истахр (224—226) Ктесифон (226—637) |
| Империя Гупта                                                      | 3,5                                            |                                         | 400                                                                           | Династия Гупта объединила под своим владычеством почти такую же большую часть Индии, какой владел Чандрагупта. | Паталипутра |
| Чагатайский улус                                                   | 3,5                                            |                                         | 1310—1350                                                                     | Монгольское государство, образовавшееся в Средней Азии в 1266 после распада Великой Монголии и уничтоженное в 1370 году Тамерланом. | Алмалык (1222—1266) Самарканд (1266—1370) |
| Сефевидское государство                                            | 3,5                                            |                                         | 1512                                                                          | Сефевидское государство стало жертвой нашествия афганцев, совпавшего по времени со вторжением турок запада и лезгин с севера. | Тебриз (1501—1555) Казвин (1555—1598) Исфахан (1598—1736) |
| Западная Цзинь (265—420)                                           | 3,5                                            |                                         | 300                                                                           | Государство Цзинь 265—420, одна из Шести династий, правила между периодом Троецарствия и периодом Южных и Северных династий в Китае. | Лоян, Цзянькан |
| Государство Шейбанидов                                             | 3,5                                            |                                         | 1510                                                                          | Шейбаниды — правящая династия в Бухарском ханстве. | Бухара |
| Северная Сун                                                       | 3,5                                            |                                         | 1100                                                                          | Основание империи положило конец раздробленности Китая, продолжавшейся со времени падения династии Тан в 907 году. | Баньлян, Линьань |
| Газневидское государство                                           | 3,4                                            |                                         | 1029                                                                          | Газневи́дское государство — тюркское государство с центром в афганском городе Газни, существовавшее в 977—1186. | Газни (963—1151) Лахор (1151—1186) |
| Первая французская колониальная империя                            | 3,4                                            |                                         | 1670                                                                          | В 1663 году Канада была объявлена колонией французской короны. | Париж |
| Государство Альморавидов                                           | 3,3                                            |                                         | 1147                                                                          | Альморавиды проповедовали строгое следование религиозным законам ислама, чрезвычайно нетерпимо относились к христианам и евреям, а также преследовали последователей суфизма. | Марракеш |
| Гуридское государство                                              | 3,2                                            |                                         | 1200                                                                          | Гуриды положили начало Делийскому султанату. | Фирузкух, Герат, Газни, Лахор |
| Династия Туглак                                                    | 3,2                                            |                                         | 1320                                                                          | | Дели |
| Германская колониальная империя                                    | 3,199                                          |                                         | 1914                                                                          | В отличие от других европейских государств Германия начала активную политику колонизации лишь в конце XIX века. После Первой мировой войны все её колонии были разделены между странами Антанты | Берлин |
| Уйгурский каганат                                                  | 3,1                                            |                                         | 800                                                                           | В 840 году государство было уничтожено после двадцатилетней войны енисейскими кыргызами. | Хара-Балгас |
| Династия Суй                                                       | 3,1                                            |                                         | 610                                                                           | Династия Суй сыграла решающую роль в объединении Китая после более чем четырёхвекового периода деградации и распада. | Чанъань |
| Хазарский каганат                                                  | 3,0                                            |                                         | 850                                                                           | Выделился в середине VI века из Западно-тюркского каганата. Решающую роль в гибели Хазарии в 960-х годах сыграло Древнерусское государство. | Семендер, Итиль |
| Кальмарская уния                                                   | 3,0                                            |                                         | 1397                                                                          | Кальмарская уния — серия объединений в личную унию королевств Дании, Норвегии и Швеции под верховной властью датских королей (1397—1523). | Копенгаген |
| Караханидское ханство                                              | 3,0                                            |                                         | 1025                                                                          | В 1042 году Караханидское государство распалось на Западное и Восточное ханства. | Баласагун (940—1130) Кашгар (940—1040) Самарканд (1040—1212) |
| Каджарский Иран                                                    | 3,0                                            |                                         | 1796                                                                          | Тюркская династия, правившая Ираном с 1795 по 1925 год. | Тегеран |
| Датско-норвежская уния                                             | 3,0                                            |                                         | 1800                                                                          | Суверенитет Дании распространяется на Гренландию. | Копенгаген |
| Великое княжество Московское                                       | 3.0                                            |                                         | 1547                                                                          | Первоначально удел великого княжества Владимирского в бассейне реки Москвы. С середины XIV века в результате превращения Владимира в наследственное владение московских князей — великое княжество, возглавившее процесс объединения русских земель в единое государство. В его составе оказалось около половины территории бывшей Киевской Руси. | Москва |
| Саманиды                                                           | 2,85                                           |                                         | 928                                                                           | Несмотря на то, что Саманиды были правителями Хорасана и Мавераннахра, подконтрольных Аббасидскому халифату, они вскоре установили полную независимость от Багдада. Разгромлены государством Караханидов. | Бухара |
| Мидийская империя                                                  | 2,8                                            |                                         | 585 до н. э.                                                                  | В конце IX в. — начале VIII в. до н. э. Мидия была завоёвана ассирийцами, однако около 673 года до н. э. мидийцы, которых возглавил Каштарити, восстали и обрели независимость. | Экбатана |
| Династия Цинь                                                      | 2,8                                            |                                         | 206 до н. э.                                                                  | С конца IX века до н. э. представители носили титул гунов (князей), с 325 года до н. э. — ванов (царей), с 221 года до н. э. — ди (императоров). | Сьянъянь |
| Династия Аршакидов                                                 | 2,8                                            |                                         | 1                                                                             | Аршакиды — парфянская царская династия, правившая в древней Парфии. | Ниса, Гекатомпил, Экбатана, Ктесифон, Селевкия |
| Восточная Цзинь (265—420)                                          | 2,8                                            | (территория выделена жёлтым цветом)     | 347                                                                           | | Лоян, Цзянькан |
| Династия Сун                                                       | 2,8                                            |                                         | 420                                                                           | Династия Сун — первая из четырёх Южных династий (420—479). | Цзянькан |
| Династия Хильджи                                                   | 2,7                                            |                                         | 1312—1320                                                                     | | Дели |
| Династия Айюбидов                                                  | 2,7                                            |                                         | 1190                                                                          | В 1174 году Айюбиды провозгласили независимость от династии Зенгидов и начали обширные завоевания. | Каир |
| Империя Маджапахит                                                 | 2,7                                            |                                         | 1389                                                                          | Последнее индиянизированное империя в Индонезии, островная империя, находилась на восточной Яве и существовала в 1293 — ок. 1520 годах. | Маджапахит |
| Династия Ляо (Киданьский каганат)                                  | 2,6                                            |                                         | 947                                                                           | Ляо — китайское название киданей и правящей династии их государства, которая занимала просторы Северо-Восточного Китая с момента основания киданьской государственности племенным вождём Абаоцзи. Сфера влияния включала весь Китай, Вьетнам и Приморский край, поэтому в некоторых европейских языках Китаем называется территория некогда контролируемая киданским государством.                                                                                                   | Хуэйнинфу, Ляоян, Датун, Наньцзин |
| Индо-греческое царство                                             | 2,5                                            |                                         | 150 до н. э.                                                                  | Государство в Северной Индии, существовавшее в период с 180 года до н. э. до 10 года н. э., и управляемое греческими царями, продолжателями династии Евтидема. Индо-греческое царство возникло как расширение Греко-бактрийского царства. | Александрия Кавказская |
| Греко-бактрийское царство                                          | 2,5                                            |                                         | 184 до н. э.                                                                  | | Бактры, Александрия Кавказская |
| Поздняя Чжао                                                       | 2,5                                            | (территория выделена зелёным цветом)    | 329                                                                           | Одно из 16 варварских государств, на которые распался в IV веке Северный Китай. | Сянго [319—335) Ечэн (335—351) |
| Государство маратхов                                               | 2,5                                            |                                         | 1760                                                                          | В ходе трёх англо-маратхских войн (1775-82, 1803-05, 1817-18) британцы отобрали у маратхов Дели и некоторые другие территории, а сами князья превратились в вассалов Ост-Индской компании. | Райгад, Пуна |
| Бельгийская колониальная империя                                   | 2,5                                            |                                         | 1914                                                                          | В конце XIX века Бельгия стала колониальной державой. Эксплуатация колонии была одним из существенных источников накопления капиталов и развития промышленности Бельгии. | Брюссель |
| Каракитайское ханство                                              | 2,5                                            |                                         | 1210                                                                          | В 1218 году оно было завоёвано Чингисханом и вошло в состав Монгольской империи. | Баласагун |
| Казахское ханство                                                  | 2,5                                            |                                         | 1520                                                                          | Образовалось в процессе распада Золотой Орды в 1465 году и Узбекского ханства в 1468 году. | Созак (1465—1469) Сыганак (1469—1511) Сарайчик (1511—1521) Сыганак (1521—1599) Туркестан (1599—1729) Ташкент (1729—1781) |
| Династия Цзинь (1115—1234)                                         | 2,3                                            | (территория выделена коричневым цветом) | 1126                                                                          | Одно из трёх крупных государств (наряду с киданьским Ляо и китайским Сун), возникших после распада Танской империи. | Лоян |
| Династия Южная Ци                                                  | 2,3                                            | (территория выделена жёлтым цветом)     | 502                                                                           | Императоры династии Южная Ци вели частые войны с северным Китаем — династией Северная Вэй, которые шли с переменным успехом. | Лоян |
| Киевская Русь                                                      | 2,1                                            |                                         | 1000                                                                          | Киевская Русь — средневековое государство в Восточной Европе, возникшее в IX веке в результате объединения восточнославянских племён под властью князей династии Рюриковичей. | Новгород [862—882) Киев (882—1240) |
| Южная Сун                                                          | 2,1                                            | (территория выделена бордовым цветом)   | 1100                                                                          | Сун делится на Северный и Южный периоды. | Баньлян, Линьань |
| Мамлюкский султанат (Бахритская династия)                          | 2,1                                            |                                         | 1300                                                                          | Мамалюкский султанат при династии Бахри. | Каир |
| Мамлюкский султанат (Бурджитская династия)                         | 2,1                                            | (территория выделена оранжевым цветом)  | 1400                                                                          | Мамалюкский султанат при династии Бурджи. | Каир |
| Первая французская империя                                         | 2,1                                            |                                         | 1813                                                                          | Эпоха империи Наполеона Бонапарта. | Париж |
| Царство Вэй                                                        | 2,0                                            | (территория выделена коричневым цветом) | 263                                                                           | Вэй — одно из трёх царств Эпохи Троецарствия Китая, существовавшее в 220—266 годах. | Лоян |
| Северная Хань                                                      | 2,0                                            |                                         | 316                                                                           | Одно из 16 варварских государств, возникших в IV веке после распада Северного Китая. Существовало в 304—329 годах. | Пинъян |
| Ранняя Цинь                                                        | 2,0                                            | (территория выделена синим цветом)      | 376                                                                           | Одно из 16 варварских государств, к 395 году остатки Ранней Цинь были полностью захвачены государством Западная Цинь. | Чанъань |
| Западная Римская империя                                           | 2,0                                            |                                         | 395                                                                           | Название западной части Римской империи после реформ Диоклетиана 285 года. | Медиолан, Равенна, Рим |
| Северная Вэй                                                       | 2,0                                            | (территория выделена красным цветом)    | 450                                                                           | Ближе к концу династии произошёл значительный внутренний раскол, приведший империю к разделению на Западную Вэй и Восточную Вэй. | Дай |
| Династия Саффаридов                                                | 2,0                                            |                                         | 900                                                                           | Саффариды создали государство в центре Систана, между теперешними Афганистаном и Ираном в 861—1590 годах. | Зарандж, Нишапур |
| Династия Альмохадов                                                | 2,0                                            |                                         | 1200                                                                          | Государство Альмохады образовано в результате борьбы с Альморавидами. | Марракеш, Севилья |
| Сатавахана                                                         | 2,0                                            |                                         | 90                                                                            | Сатаваханы — южноиндийская династия, правившая центральными областями Деккана с территории современного штата Андхра-Прадеш на протяжении 450 лет. | Пратиштхана |
| Раятарангини                                                       | 2,0                                            |                                         | 750                                                                           | Кальхана — индийский поэт XII века, автор исторического эпоса «Поток царей» («Раятарангини»), изложил хронику кашмирских династий. | Пратиштхана |
| Империя инков                                                      | 2,0                                            |                                         | 1527                                                                          | Крупнейшее по площади и численности населения индейское раннеклассовое государство в Южной Америке в XI—XVI веках. | Куско |
| Гурджара-Пратихара                                                 | 1,8                                            |                                         | 860                                                                           | Гурджара-пратихара — раджпутская династия в Северной Индии. | Каннаудж |
| Сибирское ханство                                                  | 1,8                                            |                                         | 1520                                                                          | Тюркское феодальное государство в Западной Сибири, образовавшееся в середине XIV века. В 1582 году атаман Ермак овладел Кашлыком и начал присоединение Сибирского ханства к России. | Чинги-Тура, Кашлык |
| Ливийская Джамахирия                                               | 1,8                                            |                                         | 1977 — 2011                                                                   | Государство, образованное 2 марта 1977 года и провозгласившее формой своего общественного устройства Джамахирию. | Триполи |
| Раштракуты                                                         | 1,7                                            |                                         | 805                                                                           | Арабские хронисты называли государство Раштракутов в числе величайших государств того времени. | Манякхета |
| Буиды                                                              | 1,6                                            |                                         | 980                                                                           | Во второй половине X века Буиды пали в результате нашествия Сельджуков и их союзников. | Багдад |
| Династия Гулямов                                                   | 1,6                                            |                                         | 1228                                                                          | За время существования Делийского султаната сменилось несколько династий: Гулямов (1206—1290), Хильджи, (1290—1320), Тугхлака (1320—1413), Сайидов(1414—1451), Лоди (1451—1526). | Дели |
| Ойратское ханство                                                  | 1,6                                            |                                         | 1449                                                                          | Было образовано после падения Юаньской империи на территории современных Синьцзяна, России, Казахстана и Западной Монголии. | |
| Индо-парфянское царство                                            | 1,5                                            |                                         | 50                                                                            | Индо-парфянское царство захватило большую часть современного Афганистана и северную часть Пакистана, одержав победу над многими кушанскими правителями. | Таксила, Кабул |
| Царство У                                                          | 1,5                                            | (территория выделена зелёным цветом)    | 221                                                                           | Царство У — одно из трёх китайских царств Эпохи Троецарствия, существовавшее в 222—280 годах. | Гусу |
| Северная Чжоу                                                      | 1,5                                            | (территория выделена красным цветом)    | 577                                                                           | Северная Чжоу — государство периода Северных и южных династий в Северном Китае в 557—581 годах. Возникло на месте государства Западная Вэй. Впоследствии его сменила здесь династия Суй. | Чанъань |
| Династия Нанда                                                     | 1,5                                            |                                         | 350—321 до н. э.                                                              | Династия Нанда унаследовала царство Магадха и целенаправленно расширяла его границы, содержа огромную по тем временам армию. | Раджгир |
| Индо-скифское царство                                              | 1,5                                            |                                         | 100 до н. э.                                                                  | Образовалось около 10 года до н. э. на месте Индо-греческого царства, павшего под напором индо-скифов. | Сигал, Таксила, Матхура |
| Тулуниды                                                           | 1,5                                            |                                         | 900                                                                           | Тулуниды — первая фактически независимая от Халифата египетская династия. | Каир |
| Идрисиды                                                           | 1,5                                            |                                         | 828                                                                           | Идрисиды — арабская династия, правившая на западе Северной Африки в 789—905 годах. | Фес |
| Династия Суридов                                                   | 1,5                                            |                                         | 1545                                                                          | Династия Суридов или Сури — средневековая мусульманская династия правителей Северной Индии пуштунского происхождения (1539—1555), основанная бихарским военачальником Шер-ханом, последняя династия Делийского султаната. | Дели |
| Новоассирийское царство                                            | 1,4                                            |                                         | 671 до н. э.                                                                  | Новоассирийское царство (934 год до н. э. — 609 год до н. э.) считается первой империей в истории человечества. | Ашшур, Экаллатум, Ниневия |
| Империя Сонгай                                                     | 1,4                                            |                                         | 1500                                                                          | Империя Сонгай была основана в XV—XVI веках народом сонгай и располагалась вдоль среднего течения реки Нигер на территории современных Мали, Нигера и Нигерии. | Гао, Томбукту |
| Харша                                                              | 1,35                                           |                                         | 625—648                                                                       | Империя Харша была типично военно-феодальной державой, состоявшей из большого числа вассальных княжеств, и распалась после смерти своего создателя. | Стханешвара, Каннаудж |
| Династия Лян                                                       | 1,3                                            | (территория выделена сиреневым цветом)  | 502—549                                                                       | Династия Лян (502—557), также известная как Южная Лян, была третьей из числа Южных династий в Китае, которую сменила династия Чэнь. | Цзянькан |
| Западная Вэй                                                       | 1,3                                            | (территория выделена красным цветом)    | 557                                                                           | Империя Западная Вэй возникла в 534 году после распада империи Северная Вэй | Чанъань |
| Поздняя Лян                                                        | 1,3                                            | (территория выделена зелёным цветом)    | 923                                                                           | Одна из Пяти династий Эпохи пяти династий и десяти царств в Китае. | Чанъань, Лоян |
| Поздняя Тан                                                        | 1,3                                            | (территория выделена оранжевым цветом)  | 923                                                                           | Династия Поздняя Тан — правившая с 923 по 936 год, вторая из пяти династий периода Пяти династий и десяти царств. На пике своего могущества она контролировала бо́льшую часть Северного Китая. | Лоян |
| Империя Мали                                                       | 1,29                                           |                                         | 1312                                                                          | Мали — империя в северо-западной Африке, к югу от пустыни Сахара, существовавшая в период с XIII по XV века. | Гао, Томбукту |
| Династия Шан                                                       | 1,25                                           |                                         | 1122 до н. э.                                                                 | Шан является первым государственным образованием, реальность существования которого подтверждена не только археологическими находками, но также нарративными и эпиграфическими письменными источниками. | Иньсюй (ок. 1300-е — 1027 годы до н. э.), Чжаоге |
| Западная Чжоу                                                      | 1,25                                           |                                         | 1046 до н. э.                                                                 | Династия Чжоу свергла династию Шан и прекратила своё существование после победы династии Цинь. | Фэнхао |
| Аксумское царство                                                  | 1,25                                           |                                         | 350                                                                           | Под властью Аксумского царство находилась огромная территория вдоль побережья Красного моря и часть Аравийского полуострова, включая красивейший город того времени Йемен. | Аксум |
| Империя Карла Великого                                             | 1,2                                            |                                         | 814                                                                           | Франкское государство образовалось на территории Западной Римской империи одновременно с другими варварскими королевствами. В 800 году король франков Карл стал императором, тем самым возродив Западную Римскую империю. | Ахен |
| Речь Посполитая                                                    | 1,2                                            |                                         | 1650                                                                          | Государство, образованное Польским королевством и Великим княжеством Литовским. На протяжении двух веков была одним из крупнейших государств Центральной Европы. | Краков (1569—1596) Варшава (1596—1795) |
| Шривиджая                                                          | 1,2                                            |                                         | 1200                                                                          | Древнее малайское царство с центром на острове Суматра, распространявшееся также на острова Малайского архипелага и на побережье Юго-восточной Азии. | Палембанг |
| Империя Шунга                                                      | 1,2                                            |                                         | 150 до н. э.                                                                  | Государство возникло после падения Империи Маурьев. Столица государства — Паталипутра. | Патилипутра, Видиша |
| Куш                                                                | 1,2                                            | (400 до н. э.)                          | 700 до н. э.                                                                  | Куш — древнее царство, существовавшее в северной части территории современного Судана (Нубии) с VIII века до н. э. по IV век. Народ Куша называют кушитами. | Напата, Мероэ |
| Раттанакосин                                                       | 1,12                                           |                                         | 1782                                                                          | Таиланд — единственная страна в Юго-Восточной Азии, которая никогда не была колонизирована. | Бангкок |
| Чалукья                                                            | 1,1                                            |                                         | 636                                                                           | Правление Чалукья ознаменовалось расцветом литературы на языке каннада и масштабным храмовым строительством, сосредоточенным вокруг Паттадакала. Паттадакальские храмы VIII века признаны ЮНЕСКО памятником Всемирного наследия человечества. | Бадами |
| Королевство Швеция                                                 | 1,1                                            |                                         | 1658                                                                          | В течение XVII века Швеция была значительной силой в Европе благодаря своей опытной и эффективной армии. | Стокгольм |
| Династия Лоди                                                      | 1,1                                            | (справа)                                | 1517                                                                          | В 1526 году султанат пал под ударом Бабура, основавшего империю Великих Моголов. | Дели |
| Великая Армения                                                    | 1,0                                            |                                         | 69 до н. э.                                                                   | Великая Армения — древнее армянское государство на территории Армянского нагорья, существовавшее со 190 года до н. э. по 428 год н. э.․ В период наивысшего могущества в 1 веке до н. э., при Тигране Великом, простиралась от Синайского полуострова Египетского царства на юге до Кавказских гор на севере и от Каппадокии в Малой Азии и Киликии на берегу Средиземного моря на западе до Каспийского моря на востоке․                                                            | Арташат, Тигранакерт, Двин, Вагаршапат |
| Древний Египет (XVIII династия)                                    | 1,0                                            |                                         | 1450 до н. э.                                                                 | Восемнадцатая династия (1550—1292 годы до н. э.) — одна из наиболее известных династий Древнего Египта. В неё входил ряд наиболее могущественных фараонов, а также Тутанхамон. | Мемфис, Фивы |
| Новое царство                                                      | 1,0                                            |                                         | 1300 до н. э.                                                                 | Новое царство Египта являлось вершиной развития египетской цивилизации: было не только собрано воедино наследие предыдущих двух тысячелетий развития Египта, но и появились уникальные явления типа вселенского государства Тутмоса III или феномена атонистской революции, оставившей глубокий след в религии и искусстве. | Фивы |
| Эллинистический Египет                                             | 1,0                                            | (территория выделена синим цветом)      | 301 до н. э.                                                                  | Государство образованное на территории Египта после его завоевания Александром Македонским в 332 году до н. э. | Александрия |
| Восточная Вэй                                                      | 1,0                                            | (территория выделена розовым цветом)    | 550                                                                           | Империя Восточная Вэй возникла в 534 году после распада северокитайского царства Северная Вэй. | Лоян (534) Ечэн (534—550) |
| Северная Ци                                                        | 1,0                                            | 1px]] [[file:blank300.png               | 550                                                                           | Возникло на месте государства Восточная Вэй. | Ечэн |
| Тахириды                                                           | 1,0                                            |                                         | 800                                                                           | Тахириды были первой мусульманской династией персидского происхождения. | Мерв, Нишапур |
| Калачури                                                           | 1,0                                            | 1px]] [[file:blank300.png               | 1050                                                                          | | Махишмати |
| Священная Римская империя                                          | 1,0                                            |                                         | 1050                                                                          | Империя была основана в 962 году восточнофранкским королём Оттоном I и рассматривалась как прямое продолжение античной Римской империи и империи Карла Великого. | Рим (формально) Прага (1346—1437; 1583—1611) Регенсбург (место заседаний рейхстага в 1663—1806) \|Вена (резиденция императоров в 1483—1806) |
| Си Ся                                                              | 1,0                                            | (территория выделена красным цветом)    | 1100                                                                          | Си Ся или Тангутское царство — существовавшее в 1038—1227 годах. | Иньчуань |
| Западная империя Чалукья                                           | 1,0                                            |                                         | 1121                                                                          | | Маньякхета, Басавакальян |
| Камбуджадеша                                                       | 1,0                                            |                                         | 1290                                                                          | Наивысшего расцвета достигло в XII веке. В этот период империя включала современные территории Вьетнама, Камбоджи, Таиланда и Лаоса. | Яшодхарапура, Кахкае, Чхокгаргьяр |
| Аварский каганат                                                   | 1,0                                            | (территория выделена красным цветом)    | 600                                                                           | Авары — кочевой народ азиатского происхождения, переселившийся в VI веке в Центральную Европу. | Тимишоара |
| Канем-Борно                                                        | 1,0                                            |                                         | 1200                                                                          | Канем-Борно (700—1376) — доколониальное африканское государство. Занимало территорию современного Чада, южной Ливии и восточного Нигера. | Нджими |
| Династия Маха-Мегхавахана                                          | 0,9                                            |                                         | 10 до н. э.                                                                   | Наивысшего расцвета достигла в правление Кхаравелы, который совершил ряд успешных военных походов и подчинил даже Магадху. | Дантапура |
| Конбаун                                                            | 0,9                                            |                                         | 1800                                                                          | Столица царства несколько раз перемещалась. Каждый раз при перемещении столицы город полностью переносили, используя слонов | Шуэбо (1758—1765), Ава (1765—1783, 1823—1841) Амарапура (1783—1823, 1841—1860) Мандалай (1860—1885) |
| Волжская Булгария                                                  | 0,9                                            |                                         | 1100                                                                          | Волжская Булгария была образована в результате переселения в основе своей кочевого народа булгар с междуречья Волги и Дона. | Булгар, Биляр |
| Великое княжество Литовское                                        | 0,9                                            |                                         | 1430                                                                          | После объединения литовских племён Миндовгом в XIII веке, княжество включило в себя западнорусские земли, которые составили 9/10 его территории, и стало, наряду с Москвой, одним из двух основных центров объединения Руси. Наибольшего расширения территория княжество достигло при Витовте. В 1569 году Литва объединилась с Польшей в Речь Посполитую. | Вильна |
| Аккад                                                              | 0,8                                            |                                         | 2250 до н. э.                                                                 | Аккад — древнее государство на территории Месопотамии (на территории нынешнего Ирака). | Аккаде |
| Поздняя Цзинь (936—947)                                            | 0,8                                            |                                         | 936                                                                           | В китайской истории известны четыре периода, носящих название «Цзинь» | Кайфын |
| Империя Гана                                                       | 0,8                                            |                                         | 1067                                                                          | Империя Гана основана народом сонинке языковой группы манде на базе более древнего государственного образования, созданного берберами. | Кумби-Сале |
| Паганское царство                                                  | 0,8                                            | 1px]] [[file:blank300.png               | 1200                                                                          | В 1287 году царство после отказа платить дань было занято монголами. Город был разграблен, золотые пагоды ободраны, многочисленные религиозные реликвии были украдены. | Паган |
| Западные Кшатрапы                                                  | 0,8                                            |                                         | 100                                                                           | В 395 году правитель империи Гуптов, Чандрагупта II, завоевал царство Кшатрапов и убил последнего шакского правителя Рудрасимху III. На этом государство Западных Кшатрапов прекратило своё существование. | Удджайн |
| Химьяр                                                             | 0,8                                            |                                         | 400                                                                           | Химьяр — древнее царство, существовавшее около 110 года до н. э. — 599 года на юге Аравийского полуострова. В IV—VI веках его власть (через химьяритских вассалов, прежде всего киндитов) нередко распространялась на значительную часть центральной Аравии. | Зафар |
| Бохай                                                              | 0,8                                            |                                         | 830                                                                           | Бохай (698—926) — первое государство тунгусо-маньчжуров, располагавшееся на территории Маньчжурии, Приморского края, и в северной части Корейского полуострова. В 926 году Бохай было завоёвано киданями. | Кёнджу |
| Казанское ханство                                                  | 0,7                                            |                                         | 1540                                                                          | Татарское государство образовавшееся в результате распада Золотой Орды на территории Болгарского, Джукетауского, Казанского и Кашанского княжеств. | Казань |
| Династия Меровингов                                                | 0,7                                            |                                         | 558                                                                           | Меровинги первая династия франкских королей в истории Франции. | Ахен |
| Первое Болгарское царство                                          | 0,7                                            |                                         | 900                                                                           | В период правления Симеона Болгарское царство достигло апогея своего политического и территориального могущества. | Плиска (681—893) Велики-Преслав (893—968/972) Скопье (972—992) Охрид (992—1018) |
| Царство Шу                                                         | 0,7                                            | (территория выделена коричневым цветом) | 221                                                                           | Одно из трёх царств Эпохи Троецарствия Китая, существовавшее в 221—263 годах. | Чэнду |
| Династия Ядавов                                                    | 0,7                                            | 1px]] [[file:blank300.png               | 1250                                                                          | Ранние Ядавы были вассалами Раштракутов и Западных Чалукья. После падения последних обрели независимость. | Дварака |
| Парамара                                                           | 0,7                                            | 1px]] [[file:blank300.png               | 1050                                                                          | Парамара — княжество, возникшее на территории Мальвы после распада государства Гурджара-Пратихаров. | Дхар |
| Царство Дали                                                       | 0,7                                            | (территория выделена фиолетовым цветом) | 1200                                                                          | Царство было основано в 937 году и управлялось династией из 22 монархов до уничтожения монголами в 1253 году. Столицей был город Дали. | Дали |
| Виджаянагарская империя                                            | 0,7                                            |                                         | 1529                                                                          | Виджаянагарская империя возникла в ходе борьбы индусов Южной Индии с мусульманами Делийского султаната. | Хампи |
| Наньчжао                                                           | 0,7                                            | 1px]] [[file:blank300.png               | 830                                                                           | В 873 году Наньчжао было вытеснено из провинции Сычуань. В дальнейшем мощь королевства Наньчжао постепенно угасала. | Тайхэ, Дали |
| Нацистская Германия                                                | 0,696                                          |                                         | 1939—1943 (от вторжения в Польшу до поражения от СССР в Сталинградской битве) | Германия период нацистского режима; существовала с 1933 по 1945 годы; большую часть этого периода государством руководил Адольф Гитлер. С 1939 года проводила масштабные военные экспансии и геноцид различных групп населения. Разгромлена Советским Союзом и его западными союзниками. | Берлин |
| Австро-Венгрия                                                     | 0,67                                           |                                         | 1913                                                                          | Австро-Венгрия — двуединая монархия (K. und k.) и многонациональное государство в Центральной Европе, существовавшее в 1867—1918 годах. | Вена, Будапешт |
| Древний Египет (1715—1554 до н. э.)                                | 0,65                                           |                                         | 1650 до н. э.                                                                 | Второй переходный период Древнего Египта. | Фивы |
| Древний Египет (664—332 до н. э.)                                  | 0,65                                           |                                         | 550 до н. э.                                                                  | Период временного восстановления независимости Египта и могущества государства (XXVI—XXХ династии), окончившийся завоеванием страны Персидской империей. | Фивы |
| Династия Вакатака                                                  | 0,65                                           |                                         | 450                                                                           | | Вашим |
| Королевство Вестготов                                              | 0,6                                            |                                         | 580                                                                           | Вестготы — германское племя, представлявшее собой одну из двух главных ветвей племенного союза готов (второй ветвью были остготы). С 370 года участвовали в Великом переселении народов. После падения Западной Римской империи играли ключевую роль в западноевропейской истории. | Тулуза (419—508) Толедо (508—718) |
| Кордовский халифат                                                 | 0,6                                            |                                         | 1000                                                                          | После 1031 года халифат раскололся на ряд эмиратов, значительным из которых был Гранадский эмират, где мусульманское владычество продлилось вплоть до 1492 года. | Кордова |
| Династия Рай                                                       | 0,6                                            |                                         | 675                                                                           | | Арор |
| Династия Маукхари                                                  | 0,6                                            |                                         | 600                                                                           | С упадком влияния Гуптов в центре их государства возвысилась новая династия Маукхари. | Каннаудж |
| Бахмани                                                            | 0,6                                            |                                         | 1470                                                                          | В начале 1470-х годов Бахманидское государство и его главные центры (Бидар и Голконду) с торговыми целями объехал тверской купец Афанасий Никитин. О его путешествии повествуется в «Хожении за три моря». | Гулбарга (1347—1425) Бидар (1425—1527) |
| Низам Хайдарабада                                                  | 0,6                                            |                                         | 1740                                                                          | См. также: w:Nizam | Хайдарабад |
| Сикхское государство                                               | 0,56                                           |                                         | 1845                                                                          | С 1799 года лидер сикхов Ранджит Сингх объединил разрозненные мисали в империю, в 1849 году уничтоженную британскими колонизаторами в результате второй англо-сикхской войны. | Гуджранвала (1799—1802) Лахор (1802—1849) |
| Среднее царство                                                    | 0,5                                            |                                         | 1850 до н. э.                                                                 | Среднее царство — эпоха истории Древнего Египта между 2040 годом и 1783 годом (или 1640 годом) до н. э. | Фивы |
| Лидия                                                              | 0,5                                            |                                         | 585 до н. э.                                                                  | Лидийское царство было разрушено персидским царём Киром II и с тех пор делило судьбы Передней Азии под владычеством персов, македонян, сирийцев и римлян. | Сарды |
| Нововавилонское царство                                            | 0,5                                            |                                         | 562 до н. э.                                                                  | Наибольшего расцвета Вавилон достиг в период Нововавилонского царства (626—539 до н. э.). В 539 году до н. э. Вавилон был завоёван персидским царством Ахеменидов. | Вавилон |
| Кошала                                                             | 0,5                                            |                                         | 543 до н. э.                                                                  | Кошала — рабовладельческое государство в Древней Индии, на территории бывшего Ауда (ныне индийский штат Уттар-Прадеш), и Юго-Западного Непала. | Айодхья |
| Магадха (Династия Шайшунага)                                       | 0,5                                            |                                         | 510 до н. э.                                                                  | Магадха входила в список шестнадцати махаджанапад — больших государств в буддийских и джайнских источниках. Царь Бимбисара (544—491) из династии Шишунага, живший во времена Будды, способствовал развитию буддизма и хорошо относился к джайнизму. | Раджгир, Паталипутра |
| Царство Чу                                                         | 0,5                                            |                                         | 350 до н. э.                                                                  | Чу — царство в южном Китае во время эпохи Чуньцю (722—481 гг. до н. э.) и Чжаньго («Воюющие царства» 481—212 до н. э.). | Сюйчжоу |
| Пандья                                                             | 0,5                                            |                                         | 1251                                                                          | Государство Пандьев на протяжении своей почти 2-тысячелетней истории вело обширную торговлю с портами Индийского океана и держало в подчинении многие княжества южной Кералы. | Мадурай, Тирунелвели |
| Поздняя Хань (947—950)                                             | 0,5                                            |                                         | 947                                                                           | Династия Поздняя Хань, основанная в 947 году, была четвёртой из Пяти династий и третьей в ряду последовательных династий. | Кайфын |
| Кангюй                                                             | 0,5                                            |                                         | 100 до н. э.                                                                  | Кангюй — государство в Средней Азии (около II века до н. э. — IV век н. э.) в районе нижней и средней Сырдарьи Ферганская долина). | Канка |
| Королевство остготов                                               | 0,5                                            |                                         | 510                                                                           | Королевство остготов — непрочное позднеантичное раннефеодальное государственное образование, созданное в ходе захватов римской территории одним из германских племён — остготами. | Равенна (493—540) Павия (540—555) |
| Когурё                                                             | 0,45                                           |                                         | 476                                                                           | Наивысшего могущества государство достигло в конце IV века, контролируя обширную территорию на севере Корейского полуострова и большую часть Маньчжурии. Усилению Когурё способствовала феодальная раздробленность соседнего Китая, правители которого не в состоянии были восстановить своё влияние в Корее. | Чольбон (37 год до н. э. — 3 год н. э.) Куннэ (3—427) Пхеньян (427—668) |
| Династия Ся                                                        | 0,45                                           |                                         | 1800 до н. э.                                                                 | Ся — легендарная династия, согласно традиционным представлениям, правившая в древнем Китае, около 2070 год до н. э. — 1765 год до н. э., ещё одна версия относит правление династии к 2700 до н. э.. | Дэнфэн |
| Новое царство (Древний Египет)                                     | 0,45                                           |                                         | 1250-1220 до н. э.                                                            | Новое царство — освещаемый наибольшим числом древнеегипетских памятников период расцвета древнеегипетской государственности и создания крупного египетского мирового государства, приходящийся на время правления трёх манефоновских династий египетских фараонов — XVIII, XIX и XX. | Фивы (1500 до н. э.—1352 до н. э.) Ахет-Атон (1352 до н. э.—1336 до н. э.) Фивы (1336 до н. э.—1279 до н. э.) Пер-Рамсес (1279 до н. э.—1213 до н. э.) Мемфис (1213 до н. э.—1077 до н. э.)                                                                  |
| Крымское ханство                                                   | 0,4                                            |                                         | 1500                                                                          | В 1478 году Крымское ханство официально стало вассалом Османского государства и сохранилось в этом качестве до Кючук-Кайнарджийского мира 1774 года. | Кырк-Ер (1441—1490-е годы) Салачик (1490-е годы — 1532) Бахчисарай (1532—1783) |
| Древнее царство (Древний Египет)                                   | 0,4                                            |                                         | 2400 до н. э.                                                                 | Сформировавшаяся к 28 веку до н. э. социальная система Древнего Египта представляла собой чёткую пирамиду, на вершине которой стоял фараон, обладавший абсолютной властью (законодательной, исполнительной, судебной) и считавшийся богом (воплощением бога Гора, сыном бога Ра). | Мемфис |
| Средняя Ассирийская империя                                        | 0,4                                            |                                         | 1080 до н. э.                                                                 | Ассирийская империя просуществовала около 1000 лет, начиная с XVII века до н. э. и до её уничтожения в VII столетии до н. э. (около 609 до н. э.) Мидией и Вавилонией. | Кар-Тукульти-Нинурта (ок. 1210—1207 до н. э.), Кальху (ок. 12??—1244, 870—707 до н. э.) |
| Латинская империя                                                  | 0,35                                           | (территория выделена жёлтым цветом)     | 1204                                                                          | Латинская империя (1204—1261) — средневековая империя, образованная после четвёртого крестового похода. Название империи на латинском языке было Romania. | Константинополь |
| Хараппская цивилизация                                             | 0,3                                            |                                         | 1800 до н. э.                                                                 | Хараппская цивилизация — одна из трёх наиболее древних цивилизаций человечества, наряду с древнеегипетской и шумерской. Из всех трёх она занимала наибольшую площадь. Развивалась в долине реки Инд в XXIII—XVIII веках до н. э. до прихода ариев, во II тыс. до н. э. Наиболее значительные центры — Хараппа, Лотхал и Мохенджо-Даро. | Ракхигархи, Мохенджо-Даро, Хараппа, Лотхал и Дхолавира |
| Митанни                                                            | 0,3                                            |                                         | 1450 до н. э.                                                                 | Митанни — древнее государство (XVI—XIII вв. до н. э.), созданное племенами хурритов на территории Северной Месопотамии и прилегающих областей. Население Митанни состояло из хурритов и семитов, официальными языками были хурритский и аккадский. | Вашшуканни (Хошкани) |
| Карфаген                                                           | 0,3                                            |                                         | 220 до н. э.                                                                  | Карфаген — финикийское (пуническое) государство со столицей в одноимённом городе, существовавшее в древности на севере Африки, на территории современного Туниса. | Карфаген |
| Урарту                                                             | 0,25                                           |                                         | 743 до н. э.                                                                  | Урарту — древнее государство в юго-западной Азии, располагавшееся на территории Армянского нагорья (современные Армения, восточная Турция и северо-западный Иран). Урарту занимало главенствующее положение среди государств Передней Азии | Арзашкун, Тушпа |
| Древневавилонское царство                                          | 0,25                                           |                                         | 1690 до н. э.                                                                 | Созданное в 1895 году до н. э. аморейским вождём Суму-абумом, со временем превратилось в единую общемесопотамскую державу. Завоёвано в 1742 году до н. э. касситами. См. также: w:First Babylonian Dynasty | Вавилон |
| Галицко-Волынское княжество                                        | 0,25                                           |                                         | 1392                                                                          | Юго-западное русское княжество династии Рюриковичей, созданное в 1199 году в результате объединения Волынского и Галицкого княжеств Романом Мстиславичем. Одно из самых больших княжеств периода распада Киевской Руси. В 1392 году разделено между Королевством Польским и Великим княжеством Литовским | Галич, Холм, Львов(?) |
| Сербо-греческое царство                                            | 0,25                                           |                                         | 1350                                                                          | Сербо-греческое или Душаново царство — эпоха в развитии средневекового сербского государства (1250—1355), когда оно достигло своего величайшего могущества и расширило за счёт византийских владений свои пределы до максимальных за всю историю. Распалось во время правления царя Уроша (ум. 1371) | Скопье, Призрен |
| Ацтекская империя                                                  | 0,22                                           |                                         | 1520                                                                          | Раннеклассовое государство в XIV—XVI веках в Центральной Америке, созданное ацтеками. Включала в себя центральную часть современной Мексики. В 1521 году уничтожена испанскими конкистадорами во главе с Эрнаном Кортесом. Создание империи ацтеков привело к одному из крупнейших в истории демографических взрывов: население Месоамерики увеличилось с 10 до 15 миллионов человек.                                                                                                | Теночтитлан |
| Элам                                                               | 0,2                                            |                                         | 1160 до н. э.                                                                 | Древнее государство (3 тысячелетие — сер. VI в. до н. э.) на юго-западе современного Ирана (провинции Хузестан и Лурестан). Различают три периода в истории Элама: •Старый эламский период: 2700 до н. э.—1600 до н. э. •Ближний эламский период: 1500 до н. э.—1100 до н. э. •Неоэламский период: 1100 до н. э.—539 до н. э. | Сузы |
| Исин                                                               | 0,2                                            |                                         | 1130 до н. э.                                                                 | Исин — город-государство в Древней Месопотамии в южной части этого региона. Во время правления узурпатора Ишби-Эрры (2017 — 1985 г. до н. э.) и его преемников власть Исина распространилась в направлении Ниппура, Дильмуна, Элама, Ура и Дёра. Завоёвано в 1791 году до н. э. правителем Ларсы Рим-Сином. | Ишан-Бахрият |
| Гетманщина                                                         | 0,2                                            |                                         | 1654                                                                          | Гетманщина или же Государство Войска Запорожского — государство возникшее в ходе национально-освободительной войны против польского господства в 1649 году на территории современной Украины. Просуществовало до 1764 года (с 1654 года в составе Русского царства). | Чигирин, Гадяч, Батурин, Глухов |
| Старая Ассирийская империя                                         | 0,15                                           |                                         | 1730 до н. э.                                                                 | Древнее государство в Северном Междуречье (на территории современного Ирака), просуществовало почти две тысячи лет, с XXIV века до н. э. и до VII века до н. э. (около 609 до н. э.). Уничтожено Мидией и Вавилонией. Новоассирийская держава (750—620 г. до н. э.) считается первой империей в истории человечества. Различают три периода в истории Ассирии: •Староассирийский (XX—XVI вв. до н. э.) •Среднеассирийский (XV—XI вв. до н. э.) •Новоассирийский (X—VII вв. до н. э.) | Ашшур (ок. 2600 года до н. э. — ок. 870 года до н. э.) Кальху (ок. 870 года до н. э. — ок. 690 года до н. э.) Ниневия (ок. 690 года до н. э. — 612 год до н. э.) Харран (612 год до н. э. — 610 год до н. э.) Каркемиш (610 год до н. э. — 605 год до н. э.) |
| Западное Чжоу                                                      | 0,15                                           |                                         | 770 до н. э.                                                                  | Царская династия Цзи в Китае, правившая царством Чжоу с 770 года до н. э., после переноса его столицы в Лои, до 249 до н. э.. Правление этой династии выделяют как конечный период эпохи Чжоу. Захвачено царством Цинь. | Лои |